# Tampa Bay Buccaneers 2019
La stagione 2019 dei Tampa Bay Buccaneers è stata la 43ª della franchigia nella National Football League e la prima sotto la direzione del capo-allenatore Bruce Arians. Malgrado l'avere migliorato il record di 5–11 del 2018 con una vittoria nella settimana 14 contro gli Indianapolis Colts, i Bucs mancarono l'accesso ai playoff per la 12ª stagione consecutiva, diventando l'unica franchigia, assieme ai Cleveland Browns, a non esservisi mai qualificata negli anni 2010.
In questa stagione, il quarterback Jameis Winston divenne il primo giocatore della storia della NFL a lanciare 30 touchdown e 30 intercetti nella stessa annata.

## Scelte nel Draft 2019

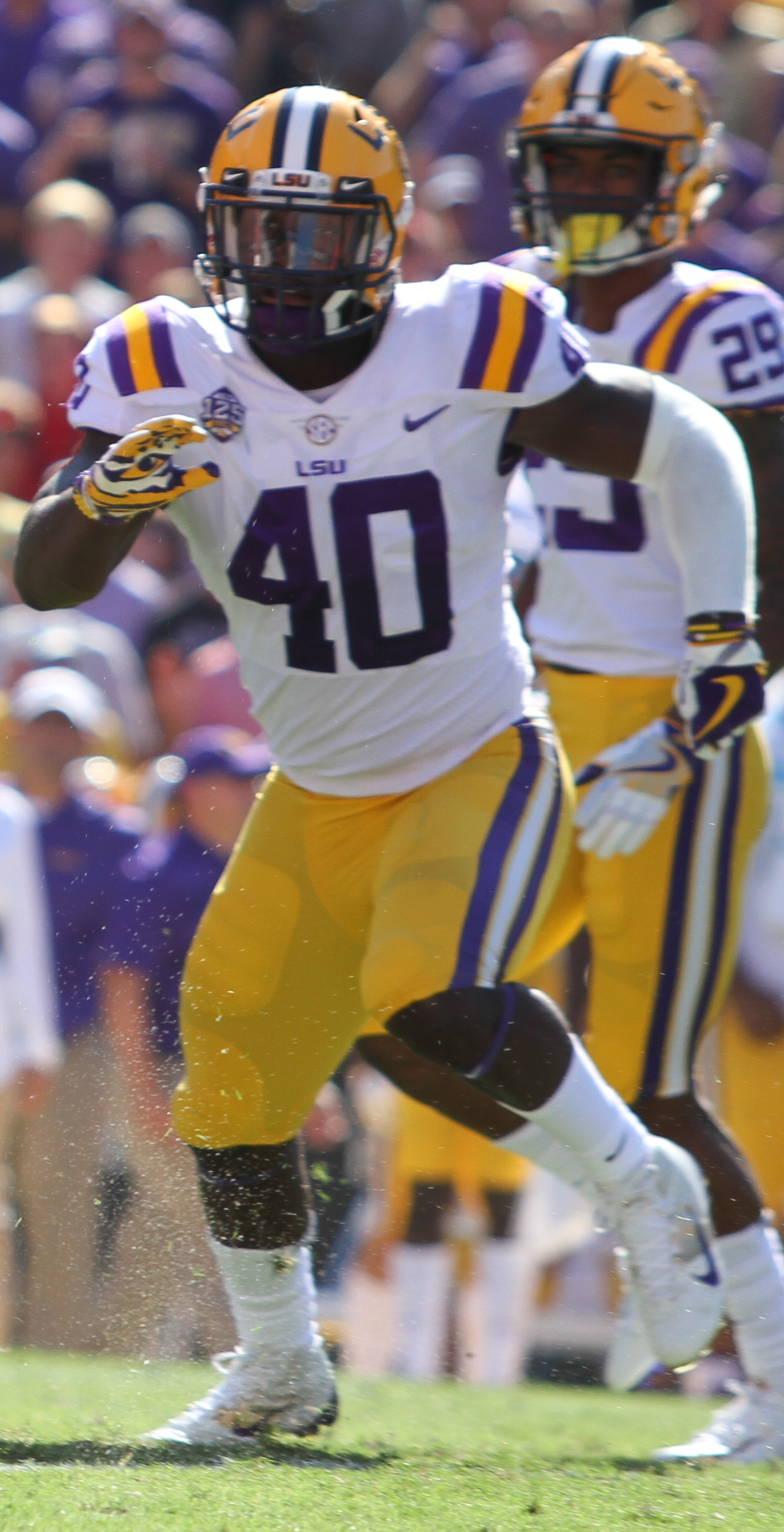
Devin White è stato la scelta del primo giro dei Bucs nel Draft 2019

| Scelte dei Buccaneers nel Draft 2019 |        |                     |       |                  |
| Giro                                 | Scelta | Giocatore           | Ruolo | College          |
| 1                                    | 5      | Devin White         | LB    | LSU              |
| 2                                    | 39     | Sean Murphy-Bunting | CB    | Central Michigan |
| 3                                    | 94     | Jamel Dean          | CB    | Auburn           |
| 3                                    | 99     | Mike Edwards        | S     | Kentucky         |
| 4                                    | 107    | Anthony Nelson      | DE    | Iowa             |
| 5                                    | 145    | Matt Gay            | K     | Utah             |
| 6                                    | 208    | Scott Miller        | WR    | Bowling Green    |
| 7                                    | 215    | Terry Beckner       | DT    | Missouri         |

## Staff
| Staff dei Tampa Bay Buccaneers nel 2019 |
| --- |
| Organi dirigenziali - Proprietario/Presidente: Famiglia Glazer - Co-Chairman: Bryan Glazer, Edward Glazer e Joel Glazer - General Manager: Jason Licht Capo allenatore - Capo-allenatore – Bruce Arians - Assistente c.a./gioco sulle corse – Harold Goodwin - Assistente c.a. – Mike Chiurco Altri allenatori - Preparatore atletico – Anthony Piroli Allenatori dell'attacco - Coordinatore offensivo - Byron Leftwich - Quarterback – Clyde Christensen - Running back – Todd McNair - Wide receiver – Kevin Garver - Tight end – Rick Christophel - Offensive line – Joe Gilbert - Assistente attacco – Antwaan Randle El - Controllo qualità attacco – John Van Dam - Consulente attacco – Tom Moore Allenatori della difesa - Coordinatore difensivo – Todd Bowles - Defensive line – Kacy Rodgers - Assistente defensive line – Lori Locust - Outside linebacker – Larry Foote - Inside linebacker – Mike Caldwell - Cornerback – Kevin Ross - Safety – Nick Rapone - Assistente difesa/special team – Cody Grimm - Controllo qualità difesa – Tim Atkins Allenatori dello special team - Coordinatore dello Special Team: Keith Armstrong - Assistente special team – Amos Jones - Specialista – Chris Boniol |

## Roster
| Roster dei Tampa Bay Buccaneers nel 2019 |
| --- |
| Quarterback - 11 Blaine Gabbert - 4 Ryan Griffin - 3 Jameis Winston Running Back - 25 Peyton Barber - 27 Ronald Jones - 22 T.J. Logan - 44 Dare Ogunbowale Wide Receiver - 13 Mike Evans - 12 Chris Godwin - 10 Scott Miller - 19 Breshad Perriman - 17 Justin Watson - 85 Bobo Wilson Tight End - 82 Antony Auclair - 84 Cameron Brate - 80 O.J. Howard - 88 Tanner Hudson Offensive Linemen - 61 Zack Bailey G - 65 Alex Cappa G - 69 Demar Dotson T - 70 Jerald Hawkins T - 66 Ryan Jensen C - 74 Ali Marpet G - 76 Donovan Smith T - 71 Earl Watford G - -- Josh Wells T Defensive Linemen - 91 Beau Allen NT - 92 William Gholston DE - 93 Ndamukong Suh DE - 56 Rakeem Nuñez-Roches DE - 50 Vita Vea NT Linebacker - 58 Shaquil Barrett OLB - 59 Devante Bond OLB - 23 Deone Bucannon ILB - 48 Jack Cichy ILB - 54 Lavonte David ILB - 53 Demone Harris OLB - 51 Kevin Minter ILB - 94 Carl Nassib OLB - 98 Anthony Nelson OLB - 45 Devin White ILB Defensive Back - 26 Sean Murphy-Bunting CB - 33 Carlton Davis CB - 35 Jamel Dean CB - 34 Mike Edwards FS - 21 Justin Evans FS - 28 Vernon Hargreaves CB - 24 Darian Stewart SS - 36 M.J. Stewart CB - 31 Jordan Whitehead SS Special Team - 9 Matt Gay K - 8 Bradley Pinion P - 97 Zach Triner LS Lista delle riserve - -- Kendell Beckwith ILB (NF-Inj.) - 15 K.J. Brent WR (IR) - 38 D'Cota Dixon SS (IR) - 78 Jeremiah Ledbetter DE (IR) - -- Michael Liedtke OT (IR) - -- Bryant Mitchell WR (IR) - 90 Jason Pierre-Paul OLB (NF-Inj.) - 29 Ryan Smith CB (Sospeso) - -- Orion Stewart SS (IR) Squadra di allenamento - 32 John Battle FS - 46 Tony Brooks-James RB - 73 Terry Beckner NT - 7 Nick Fitzgerald QB - 16 Emanuel Hall WR - 87 Jordan Leggett TE - 79 Pat O'Connor DE - 62 Brad Seaton T - 60 Nate Trewyn C - 37 Mazzi Wilkins CB 53 attivi, 9 inattivi, 10 nella squadra di allenamento |
| Legenda - I rookie sono in corsivo. - Il primo ruolo è il principale mentre gli eventuali successivi indicano i ruoli secondari. - (IR) sta per Injured Reserve ed indica la lista ristretta per un solo giocatore infortunato che può tornare ad allenarsi dopo la settimana 6 e a rientrare in prima squadra dopo che questa ha giocato 8 partite. - (NF-Inj.) / (NF-Ill.) stanno rispettivamente per Non-Football Injured e Non-Football Illness ed indicano le liste dove viene inserito un giocatore che ha un infortunio o una malattia non dipendente dal football americano. - (PUP) sta per Physically Unable to Perform ed indica la lista dove viene inserito un giocatore mentre è in attesa di recuperare la condizione fisica. Nella stagione regolare dopo la sesta partita giocata dalla propria squadra, il giocatore ha tempo tre settimane per riprendere ad allenarsi, più tre settimane aggiuntive dal suo rientro agli allenamenti per rientrare in prima squadra. |

## Calendario
| Stagione regolare |                    |                         |                    |                    |                               |                    |
| Turno             | Data               | Avversario              | Risultato          | Record             | Stadio                        | Sintesi            |
| 1                 | 8 settembre        | San Francisco 49ers     | S 17–31            | 0–1                | Raymond James Stadium         | Recap              |
| 2                 | 12 settembre       | at Carolina Panthers    | V 20–14            | 1–1                | Bank of America Stadium       | Recap              |
| 3                 | 22 settembre       | New York Giants         | S 31–32            | 1–2                | Raymond James Stadium         | Recap              |
| 4                 | 29 settembre       | at Los Angeles Rams     | V 55–40            | 2–2                | Los Angeles Memorial Coliseum | Recap              |
| 5                 | 6 ottobre          | at New Orleans Saints   | S 24–31            | 2–3                | Mercedes-Benz Superdome       | Recap              |
| 6                 | 13 ottobre         | Carolina Panthers       | S 26–37            | 2–4                | Tottenham Hotspur Stadium     | Recap              |
| 7                 | Settimana di pausa | Settimana di pausa      | Settimana di pausa | Settimana di pausa | Settimana di pausa            | Settimana di pausa |
| 8                 | 27 ottobre         | at Tennessee Titans     | S 23–27            | 2–5                | Nissan Stadium                | Recap              |
| 9                 | 3 novembre         | at Seattle Seahawks     | S 34–40 (dts)      | 2–6                | CenturyLink Field             | Recap              |
| 10                | 10 novembre        | Arizona Cardinals       | V 30–27            | 3–6                | Raymond James Stadium         | Recap              |
| 11                | 17 novembre        | New Orleans Saints      | S 17–34            | 3–7                | Raymond James Stadium         | Recap              |
| 12                | 24 novembre        | at Atlanta Falcons      | V 35–22            | 4–7                | Mercedes-Benz Stadium         | Recap              |
| 13                | 1º dicembre        | at Jacksonville Jaguars | V 28–11            | 5–7                | TIAA Bank Field               | Recap              |
| 14                | 8 dicembre         | Indianapolis Colts      | V 38–35            | 6–7                | Raymond James Stadium         | Recap              |
| 15                | 15 dicembre        | at Detroit Lions        | V 38–17            | 7–7                | Ford Field                    | Recap              |
| 16                | 21 dicembre        | Houston Texans          | S 20–23            | 7–8                | Raymond James Stadium         | Recap              |
| 17                | 29 dicembre        | Atlanta Falcons         | S 22–28 (dts)      | 7–9                | Raymond James Stadium         | Recap              |

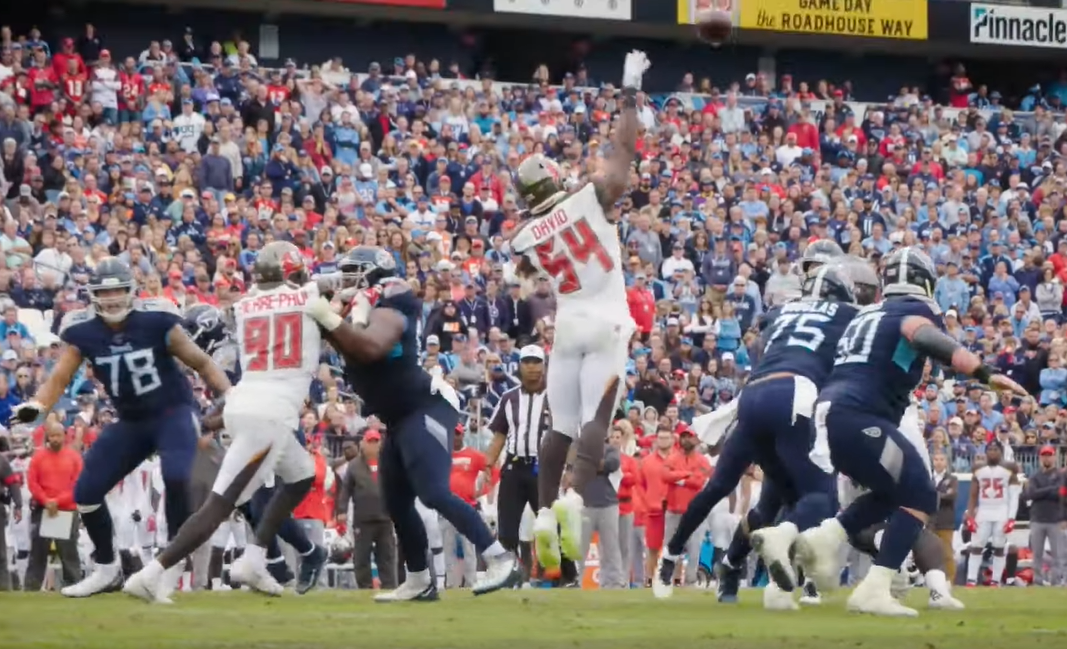
La partita contro i Titans del 27 ottobre

Note: gli avversari della propria division sono in grassetto.

## Classifiche

### Division
| NFC South            | NFC South | NFC South | NFC South | NFC South | NFC South | NFC South | NFC South | NFC South |
| vedi • disc. • mod.  | V         | S         | P         | PCT       | DIV       | CONF      | PF        | PS        |
| -------------------- | --------- | --------- | --------- | --------- | --------- | --------- | --------- | --------- |
| New Orleans Saints   | 13        | 3         | 0         | .813      | 5-1       | 9-3       | 458       | 341       |
| Atlanta Falcons      | 7         | 9         | 0         | .438      | 4-2       | 6-6       | 381       | 399       |
| Tampa Bay Buccaneers | 7         | 9         | 0         | .438      | 2-4       | 5-7       | 458       | 449       |
| Carolina Panthers    | 5         | 11        | 0         | .313      | 1-5       | 2-10      | 340       | 470       |
|                      |           |           |           |           |           |           |           |           |
|                      |           |           |           |           |           |           |           |           |

### Conference
| National Football Conference           | National Football Conference | National Football Conference | National Football Conference | National Football Conference | National Football Conference | National Football Conference | National Football Conference | National Football Conference | National Football Conference | National Football Conference |
| Pos.                                   | Squadra                      | Division                     | V                            | S                            | P                            | PCT                          | DIV                          | CONF                         | SOS                          | SOV                          |
| Capolista di Division                  | Capolista di Division        | Capolista di Division        | Capolista di Division        | Capolista di Division        | Capolista di Division        | Capolista di Division        | Capolista di Division        | Capolista di Division        | Capolista di Division        | Capolista di Division        |
| -------------------------------------- | ---------------------------- | ---------------------------- | ---------------------------- | ---------------------------- | ---------------------------- | ---------------------------- | ---------------------------- | ---------------------------- | ---------------------------- | ---------------------------- |
| 1                                      | San Francisco 49ers          | West                         | 8                            | 0                            | 0                            | 1.000                        | 2-0                          | 5-0                          | .341                         | .341                         |
| 2                                      | New Orleans Saints           | South                        | 7                            | 1                            | 0                            | .875                         | 1-0                          | 5-1                          | .522                         | .508                         |
| 3                                      | Green Bay Packers            | North                        | 7                            | 2                            | 0                            | .778                         | 3-0                          | 4-1                          | .513                         | .517                         |
| 4                                      | Dallas Cowboys               | East                         | 5                            | 3                            | 0                            | .625                         | 4-0                          | 4-2                          | .377                         | .250                         |
| Wild Card                              |                              |                              |                              |                              |                              |                              |                              |                              |                              |                              |
| 5                                      | Minnesota Vikings            | West                         | 7                            | 2                            | 0                            | .778                         | 2-0                          | 4-1                          | .418                         | .307                         |
| 6                                      | Seattle Seahawks             | North                        | 6                            | 3                            | 0                            | .667                         | 1-2                          | 5-2                          | .422                         | .324                         |
| In corsa per i play-off                |                              |                              |                              |                              |                              |                              |                              |                              |                              |                              |
| 7                                      | Los Angeles Rams             | West                         | 5                            | 3                            | 0                            | .625                         | 0-2                          | 3-3                          | .492                         | .375                         |
| 8                                      | Carolina Panthers            | South                        | 5                            | 3                            | 0                            | .625                         | 1-1                          | 2-3                          | .507                         | .443                         |
| 9                                      | Philadelphia Eagles          | East                         | 5                            | 4                            | 0                            | .556                         | 1-1                          | 3-4                          | .447                         | .429                         |
| 10                                     | Detroit Lions                | North                        | 3                            | 4                            | 1                            | .438                         | 0-2                          | 2-2-1                        | .528                         | .407                         |
| 11                                     | Arizona Cardinals            | West                         | 3                            | 5                            | 1                            | .389                         | 0-2                          | 2-4-1                        | .534                         | .120                         |
| 12                                     | Chicago Bears                | North                        | 3                            | 5                            | 0                            | .375                         | 1-1                          | 2-3                          | .529                         | .370                         |
| 13                                     | Tampa Bay Buccaneers         | South                        | 2                            | 6                            | 0                            | .250                         | 1-2                          | 2-5                          | .642                         | .625                         |
| 14                                     | New York Giants              | East                         | 2                            | 7                            | 0                            | .222                         | 1-2                          | 2-5                          | .526                         | .176                         |
| 15                                     | Atlanta Falcons              | South                        | 1                            | 7                            | 0                            | .125                         | 0-0                          | 1-4                          | .593                         | .556                         |
| 16                                     | Washington Redskins          | East                         | 1                            | 8                            | 0                            | .111                         | 0-3                          | 0-6                          | .579                         | .125                         |
| Criteri di spareggio                   |                              |                              |                              |                              |                              |                              |                              |                              |                              |                              |
| 1.                                     |                              |                              |                              |                              |                              |                              |                              |                              |                              |                              |
| Legenda                                |                              |                              |                              |                              |                              |                              |                              |                              |                              |                              |
| w — wild card ottenuta                 |                              |                              |                              |                              |                              |                              |                              |                              |                              |                              |
| x — partecipazione ai playoff ottenuta |                              |                              |                              |                              |                              |                              |                              |                              |                              |                              |
| y — campioni di division               |                              |                              |                              |                              |                              |                              |                              |                              |                              |                              |
| z — salto del primo turno di play-off  |                              |                              |                              |                              |                              |                              |                              |                              |                              |                              |
| * — vantaggio del campo ottenuto       |                              |                              |                              |                              |                              |                              |                              |                              |                              |                              |

## Premi

### Premi settimanali e mensili
- Shaquil Barrett:

difensore della NFC della settimana 2
difensore della NFC del mese di settembre
- Jameis Winston:

giocatore offensivo della NFC della settimana 4
quarterback della settimana 4
- Chris Godwin:

giocatore offensivo della NFC della settimana 12
- Devin White:

rookie difensivo del mese di novembre
rookie difensivo del mese di dicembre